# 유진 리핀스키
유진 리핀스키(Eugene Lipinski, 1956년 11월 5일 ~ )는 영국의 배우, 각본가이다.

## 출연 작품
- 비밀정보원: 인 더 프리즌 (2019년) - 클리메크 역
- 굿모닝, 킬러 (2011, Good Morning, Killer)
- 부두 (2010년)
- 새미의 카니보어 (2009년)
- 앨리스 (2009년)
- 프린지 (2008년)
- 슈퍼맨 2 - 리차드 도너 편집판 (2006년)
- The Lost Angel (2005)
- 베일리의 10억달러 (2005년)
- 리크루트 (2003년) - 허스키 맨 역
- 롤러볼 (2002년)
- 다이아몬드를 쏴라 (2001년)
- 메일 투 더 치프 (2000년)
- 헬렌 켈러의 위대한 스승, 애니 설리번 (2000, The Miracle Worker)
- 블레스 더 차일드 (2000년)
- 트레이터 (1998년)
- 복제 인간 (1997년)
- 어플릭션 (1997년)
- 꼬마 스파이 해리 (1996년)
- 스트레인저 (1995년)
- 에블린 로의 일기 (1993년)
- 암흑가의 보스 (1989년)
- 레비아탄 (1989년)
- 슈퍼맨 4 - 최강의 적 (1987년)
- 아메리칸 웨이 (1986년)
- 스크린 투 (1985년)
- 시베리아 강제 수용소 (1985년)
- 007 옥터퍼시 (1983년)
- 달빛 아래서 (1982년) - 바나스작 역
- 소피의 선택 (1982년)
- 파이어폭스 (1982년)
- 쇼크 트리트먼트 (1981년)
- 아웃랜드 (1981년)
- 배드 타이밍 (1980년)
- 슈퍼맨 2 (1980년)
- 하노버 스트리트 (1979년)

### 텔레비전
- 애니멀 레이더스 (1998-99, Animorphs)
- 로메오 섹션 (2015-16, The Romeo Section)